# 奧利弗島
奧利弗島（英語：Oliver Island），是南極洲的島嶼，位於葛拉漢地西岸的法利埃海岸，屬於邁卡群島的一部分，處於傑里米角東北面11公里的瑪格麗特灣南部，現時由南極條約體系管理。